# Ursula Schmitt
Ursula Schmitt (geboren 22. Januar 1934; gestorben 12. November 2011) war eine deutsche Juristin. Sie war von 1969 bis 1999 Richterin am Bundespatentgericht in München.

## Beruflicher Werdegang
Schmitt war Regierungsdirektorin, bevor sie zum 15. Oktober 1969 zur Richterin am Bundespatentgericht ernannt wurde. 1988 wurde sie dort Vorsitzende Richterin im 27. Senat, einem der Marken-Beschwerdesenate. Sie übte das Amt aus, bis sie 1999 in den Ruhestand verabschiedet wurde.